# 국민 음식

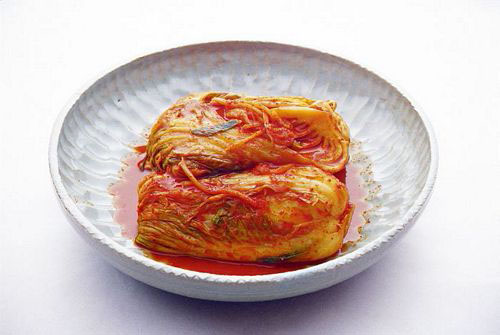
김치

국민 음식(國民飮食)은 한 나라의 국민에게 널리 사랑받는 음식이다. 그 나라를 대표하는 음식을 국가 대표 음식(國家代表飮食) 또는 대표 음식(代表飮食)으로도 부른다.
국민 음식은 국가의 정체성과 자아 이미지의 일부이다. 유럽 제국 건설 시대에 국가들은 경쟁국들과 구별되기 위해 국가별 음식을 개발했다.
멕시코, 중국, 인도와 같은 일부 국가에서는 다양한 인종, 문화, 요리로 인해 비공식적으로도 단일 국민 음식이 없다. 그뿐 아니라 국민 음식은 국가의 정체성과 얽혀 있기 때문에, 그 나라의 국민 음식을 선택할 때 강한 감정과 갈등이 발생할 수 있다.

## 나라별 국민 음식

### ㄱ
- 가나: 푸푸
- 가봉: 풀레 녬브웨
- 가이아나: 페퍼폿
- 감비아: 도모다
- 과테말라: 페피안
- 그레나다: 오일 다운

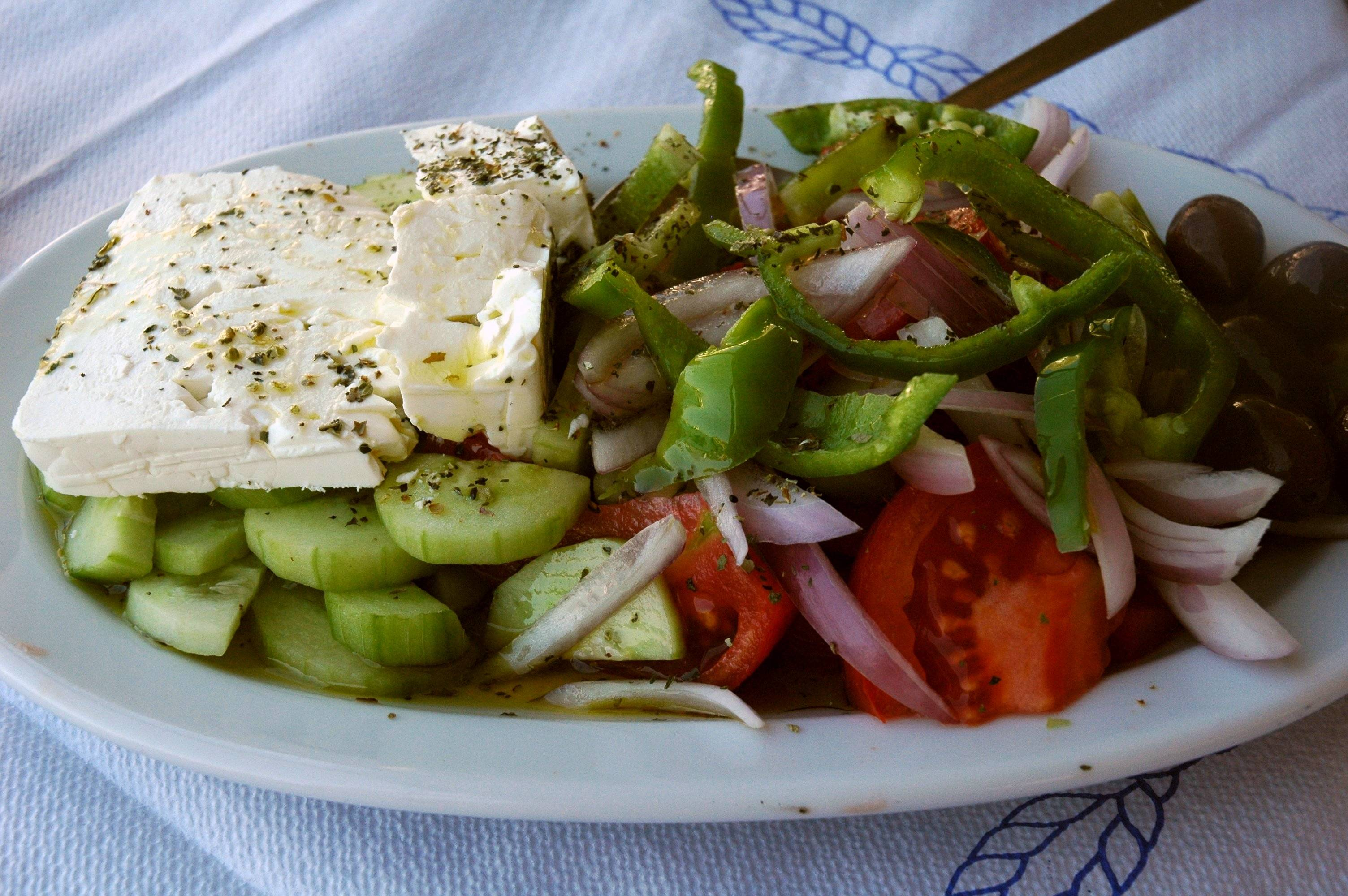
호리아티키 샐러드

- 그리스: 무사카스, 호리아티키 샐러드, 파솔라다, 수블라키, 기로스, 마이리차, 코코레치
- 기니: 풀레 야사
- 기니비사우: 카프리엘라

### ㄴ
- 나미비아: 팝
- 나우루: 코코넛 피시

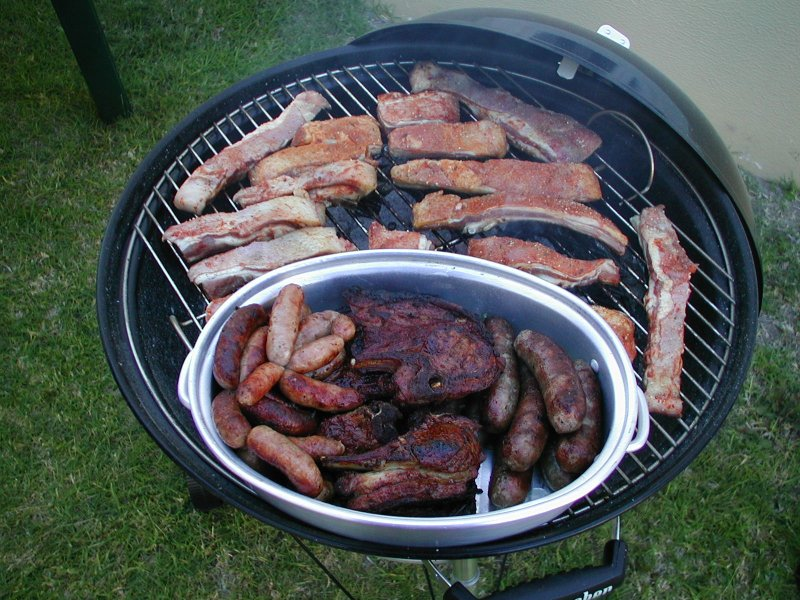
브라이

- 나이지리아: 투원 신카파, 졸로프 라이스, 푸푸, 에구시 수프
- 남수단: 풀
- 남아프리카 공화국: 브라이, 보보티
- 남오세티야: 월리버흐
- 네덜란드: 스탐폿, 마트여스하링
- 네팔: 달 바트, 모모
- 노르웨이: 포리콜
- 뉴질랜드: 파블로바, 미트 파이, 베이컨 앤드 에그 파이
  - 니우에: 타키히
- 니제르: 담부
- 니카라과: 가요 핀토, 나카타말

### ㄷ

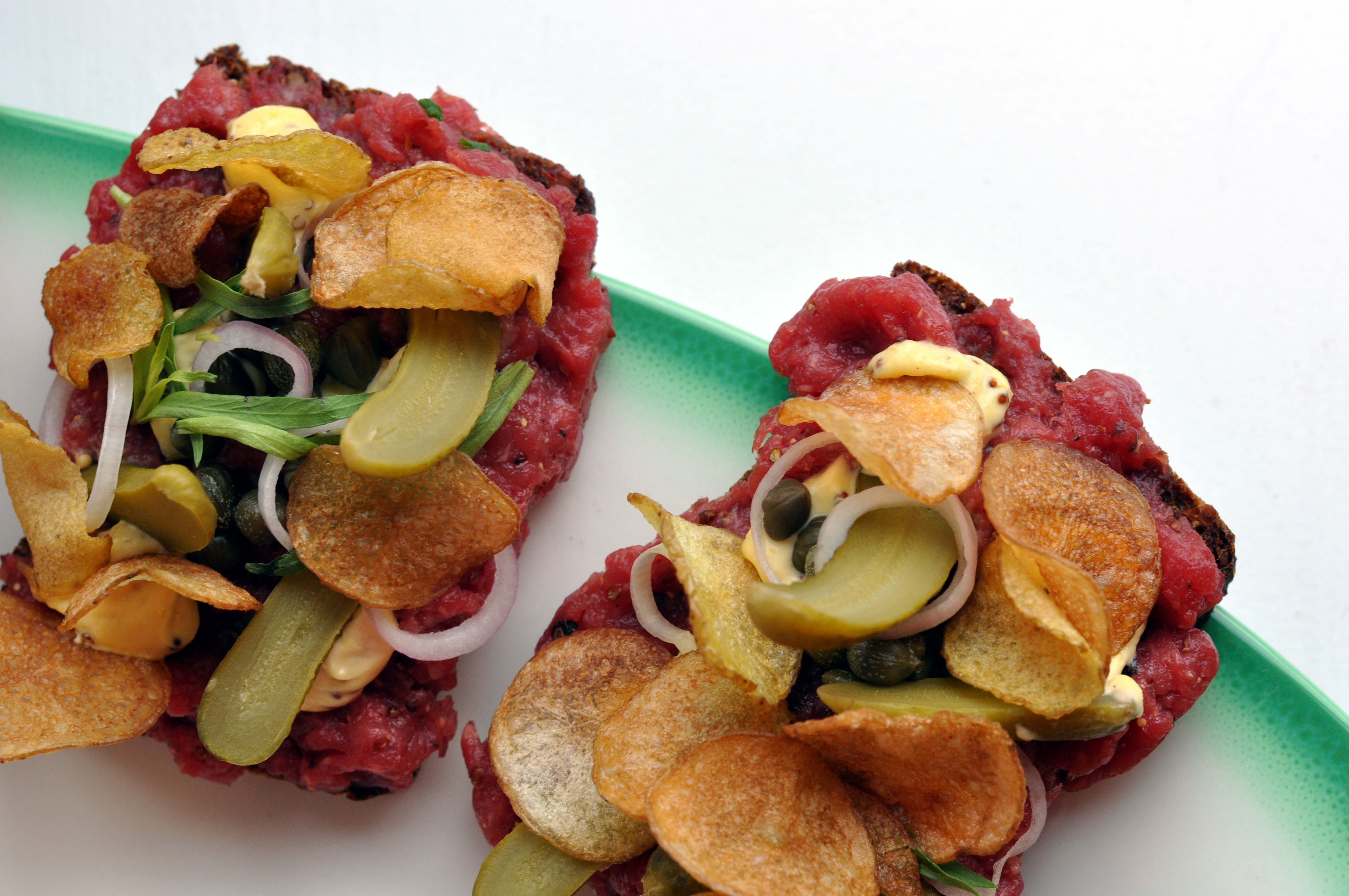
스뫼레브뢰드

- 덴마크: 프리카델레, 스텍트 플레스크, 스뫼레브뢰드
  - 그린란드: 키비악
  - 페로 제도: 셰르피최트
- 도미니카 공화국: 반데라
- 도미니카 연방: 칼랄루
- 독일: 자우어브라텐, 되너, 커리부르스트, 아이스바인과 자우어크라우트
- 동티모르: 이칸 페페스

### ㄹ

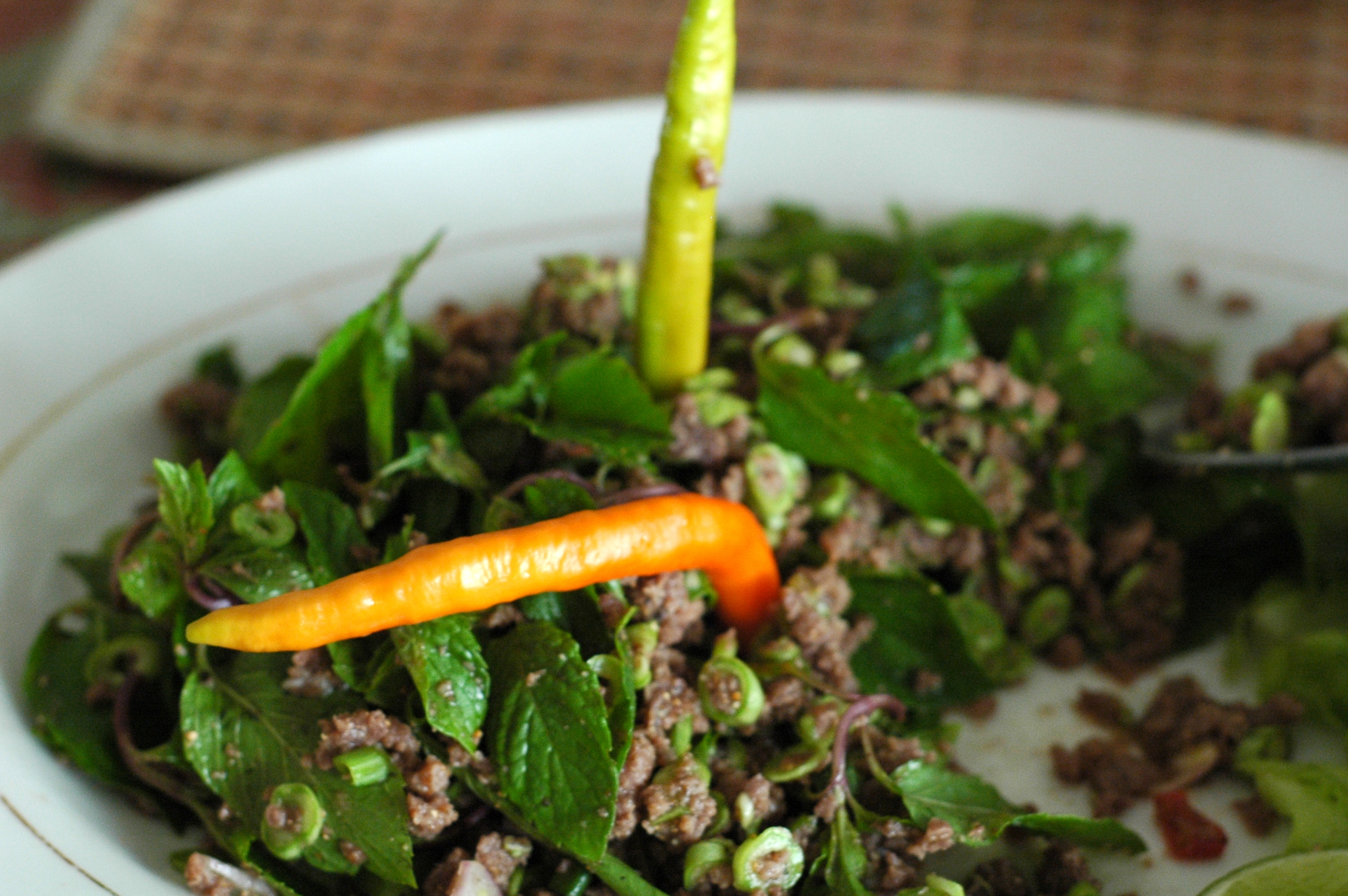
랍

- 라오스: 랍, 땀 막 훙, 카우 니아우
- 라이베리아: 덤보이
- 라트비아: 펠레키에 지르니 아르 스페치, 루피마이제스 카르토윰스, 스클란드라우시스, 야니 치즈
- 러시아: 펠메니, 보르시, 시, 카샤, 피로시키
- 레바논: 킵베, 탑불레
- 레소토: 팝팝
- 루마니아: 머멀리거, 사르마, 미티테이
- 룩셈부르크: 주트 마트 가르더보넌
- 르완다: 염소고기 꼬치, 이비하자
- 리비아: 쿠스쿠스
- 리투아니아: 체펠리나이, 샬티바르셰이
- 리히텐슈타인: 케스크뇌플레

### ㅁ
- 마다가스카르: 루마자바
- 마셜 제도: 바라문디 대구
- 말라위: 참보와 은시마
- 말레이시아: 나시 르막, 사테
- 말리: 티가데게나

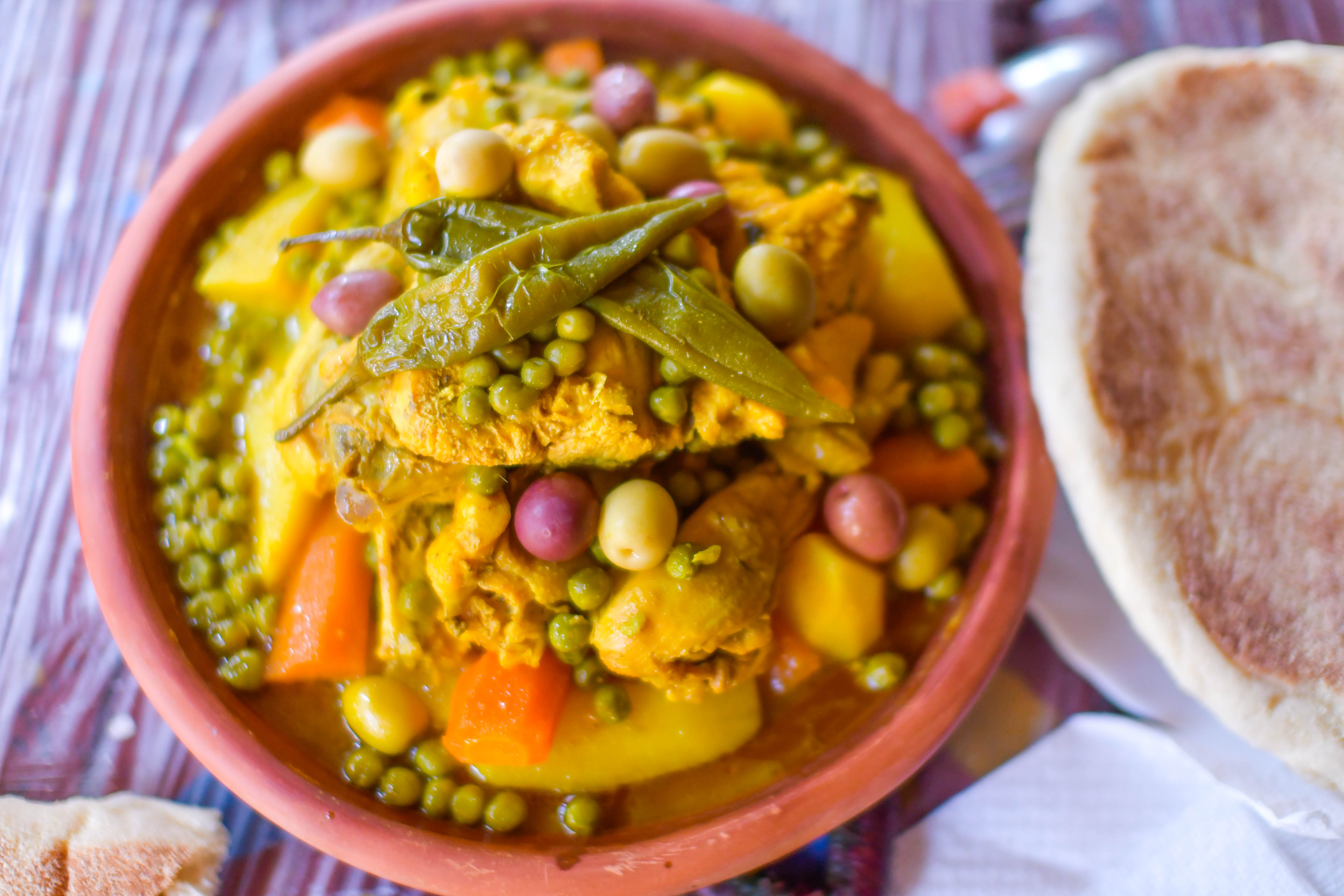
타진

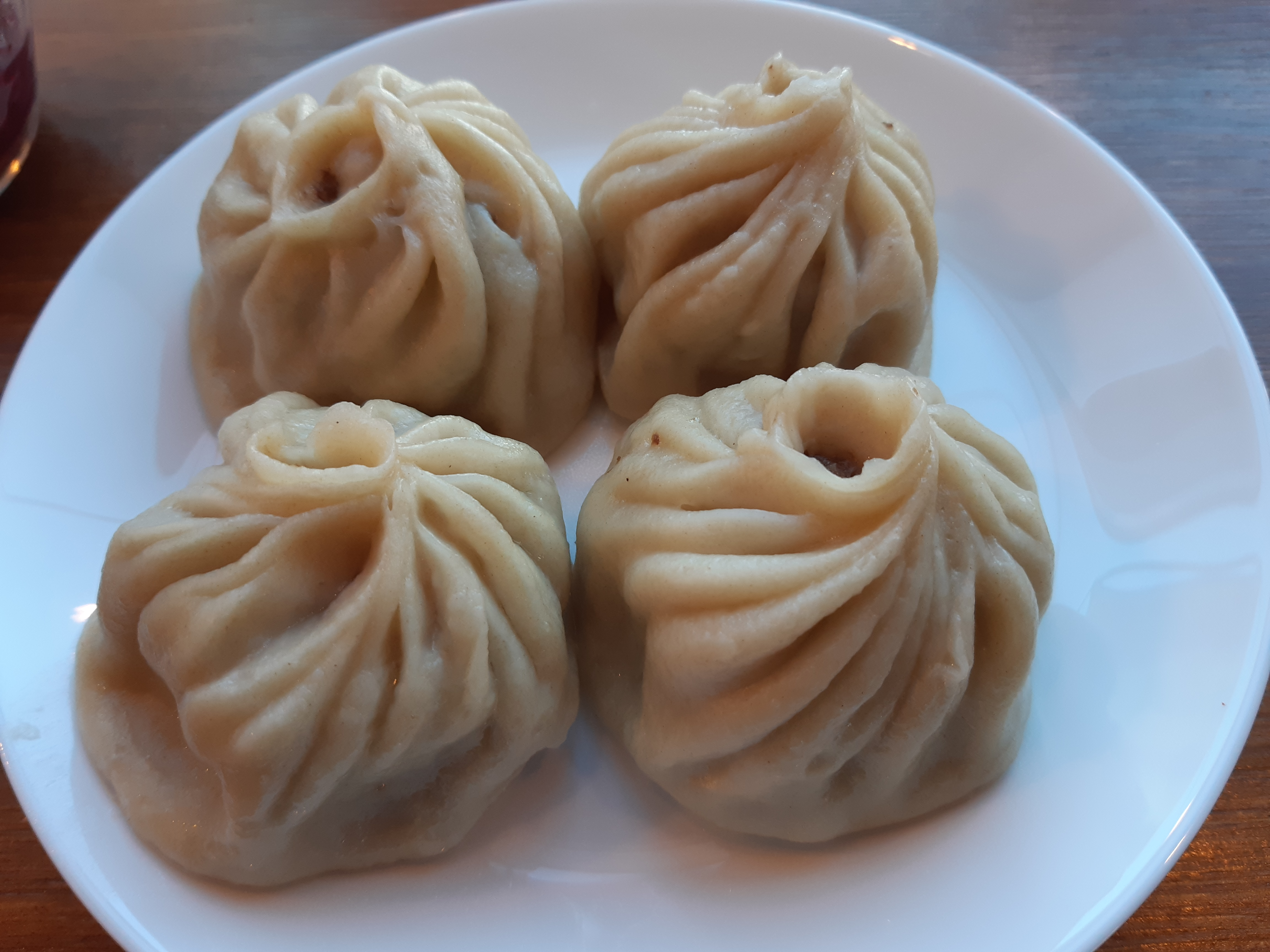
부즈

- 멕시코: 타코, 몰레 포블라노, 칠레 엔 노가다
- 모나코: 바르바주안
- 모로코: 타진, 쿠스쿠스
- 모리셔스: 돌 푸리
- 모리타니: 체부 전
- 모잠비크: 시마
- 몬테네그로: 네구시 햄
- 몰도바: 머멀리거
  - 트란스니스트리아: 보르시
- 몰디브: 굴라
- 몰타: 스투파트 탈페네크
- 몽골: 부즈
- 미국: 햄버거, 핫도그, 맥 앤 치즈, 애플 파이
  - 푸에르토리코: 아로스 콘 간둘레스
- 미얀마: 몬 힝가, 라페 톳
- 미크로네시아 연방: 빵열매, 만새기

### ㅂ
- 바누아투: 랍랍
- 바레인: 마츠부스
- 바베이도스: 쿠쿠
- 바티칸: 페투치네 알라 파팔리나

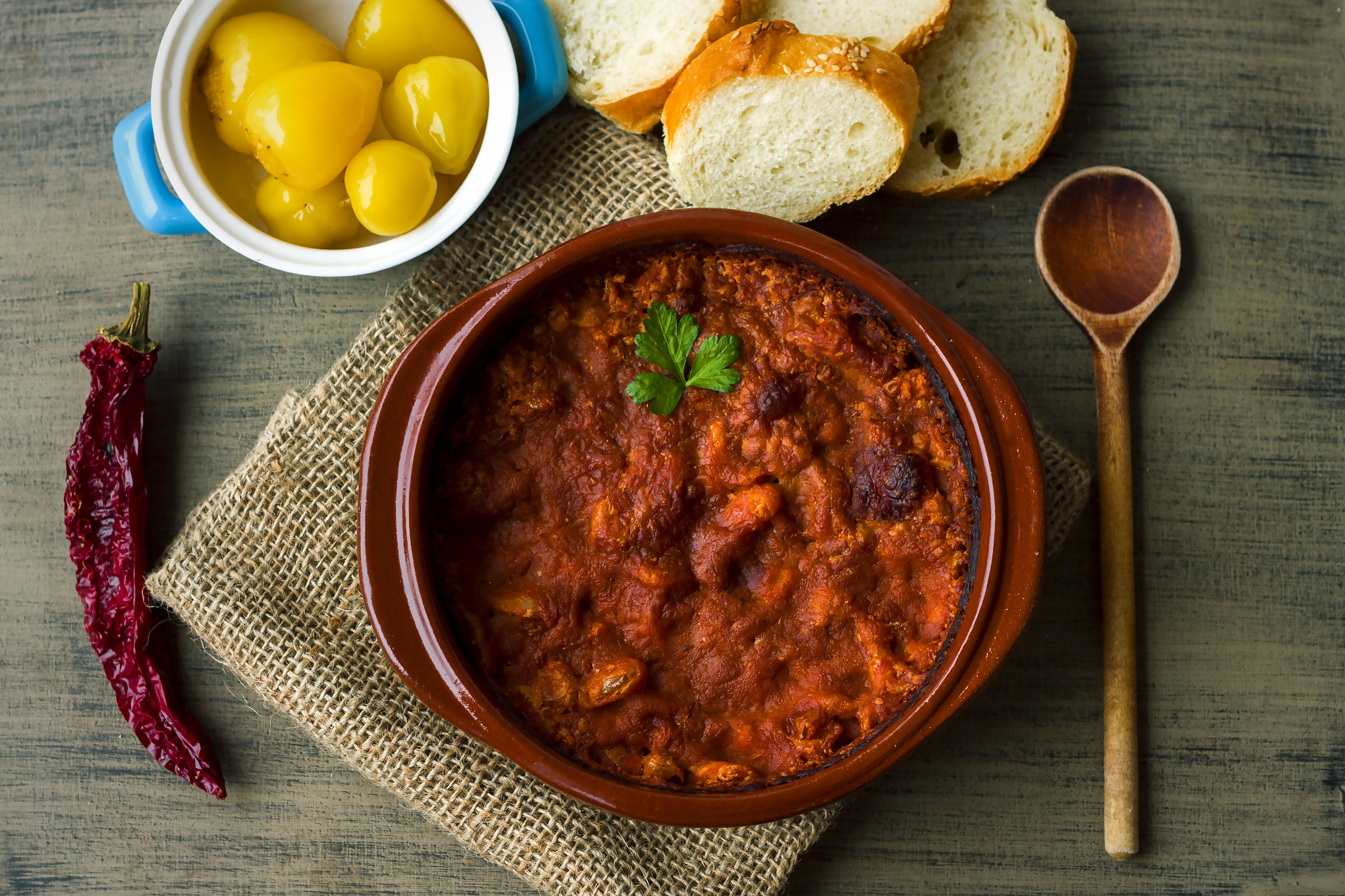
타프체 그라프체

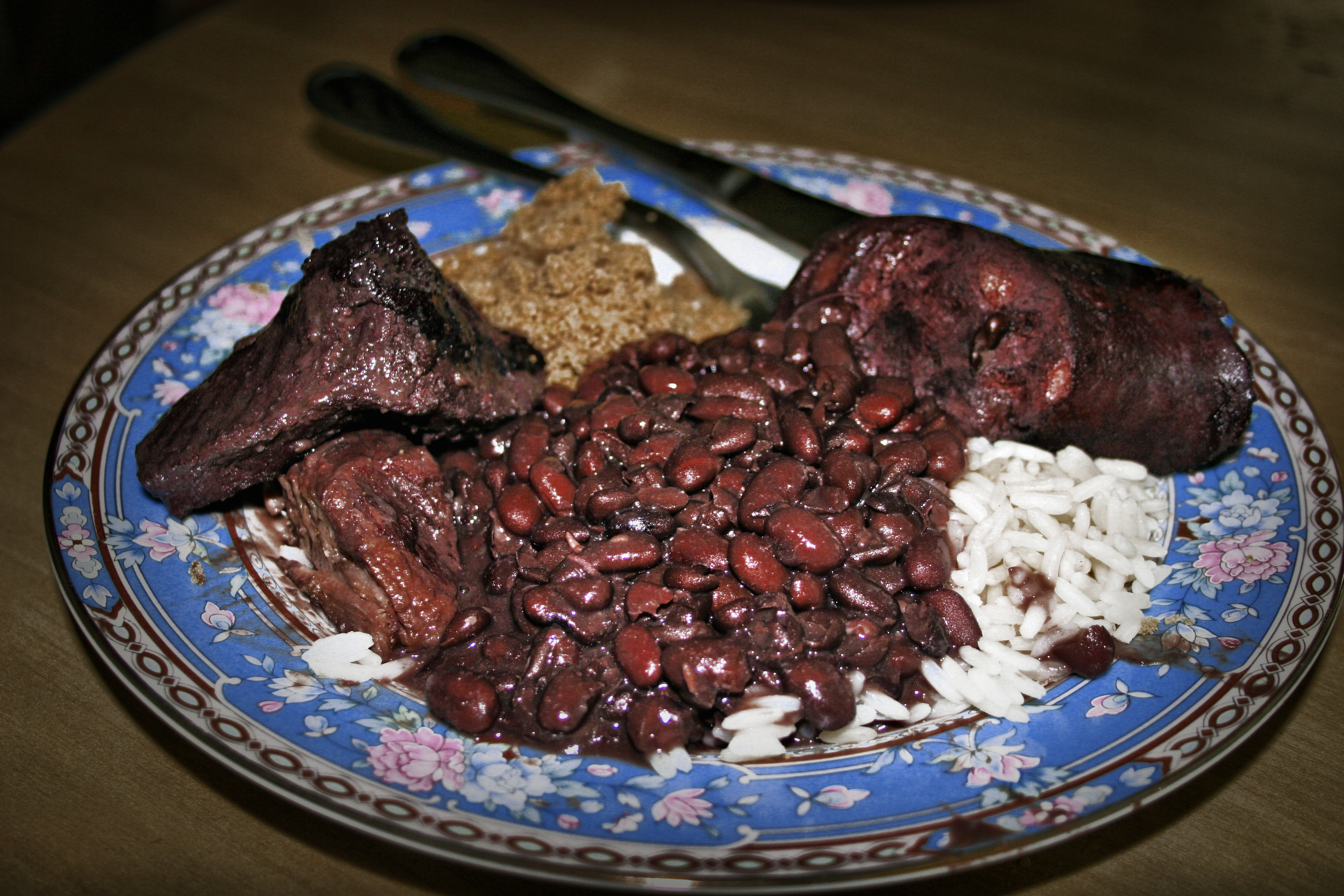
페이조아다

- 바하마: 크랙트 콩크와 라이스 앤드 피즈
- 방글라데시: 일리시 마체르 파투리
- 베냉: 쿨리쿨리
- 베네수엘라: 파베욘, 아레파
- 베트남: 퍼
- 벨기에: 물 프리트, 프리트, 바터르조이, 초콜릿 무스, 스테크 프리트
- 벨라루스: 드라니키
- 벨리즈: 보일 업
- 보스니아 헤르체고비나: 체바피, 보산스키 로나츠
- 보츠와나: 세스와
- 볼리비아: 살테냐
- 부룬디: 부갈리
- 부르키나파소: 리 그라
- 부탄: 에마 다치
- 북마케도니아: 타프체 그라프체
- 불가리아: 숍스카 샐러드
- 브라질: 페이조아다, 슈하스쿠
- 브루나이: 암부얏

### ㅅ
- 사모아: 파니포포

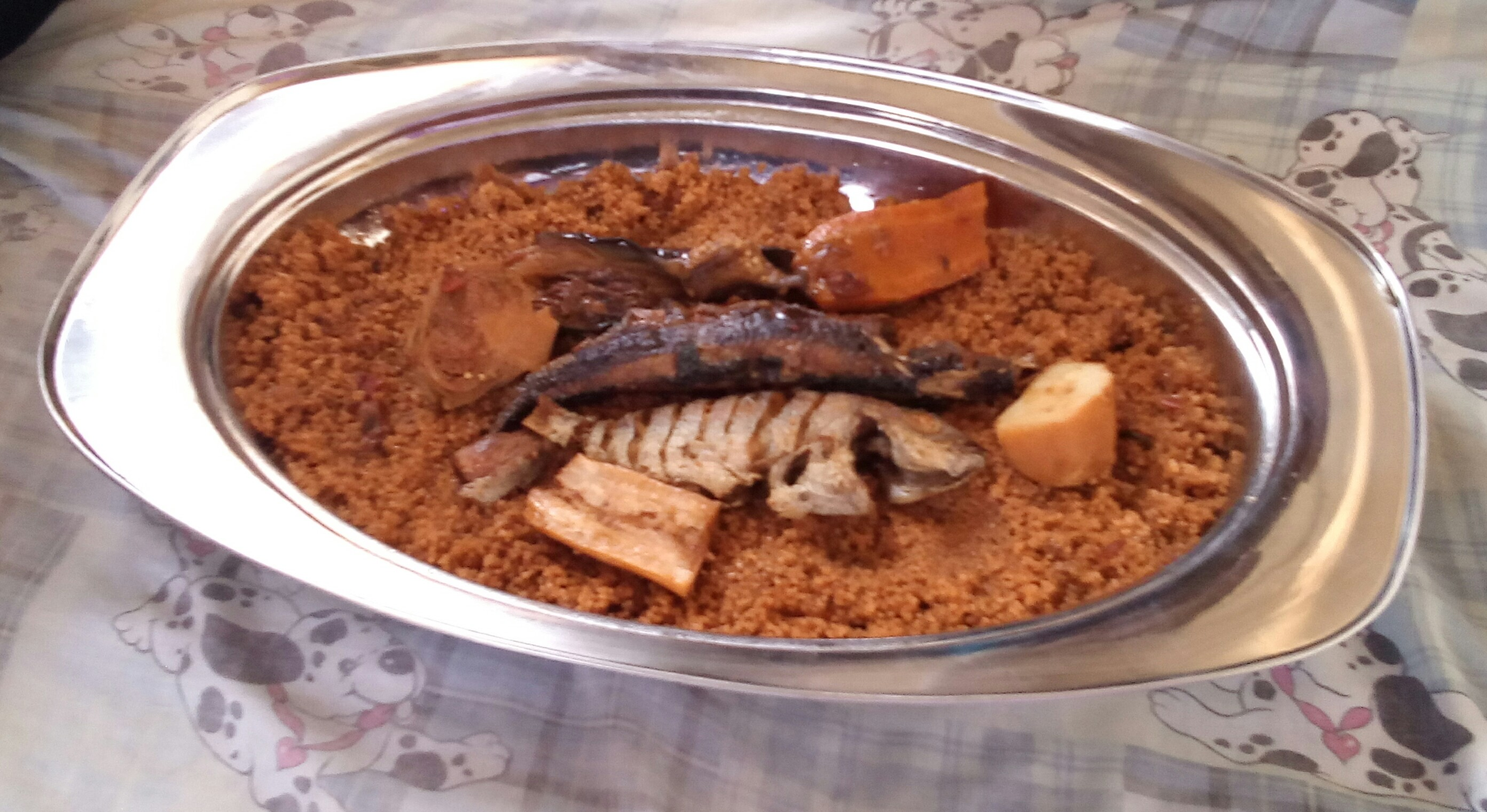
체부 전

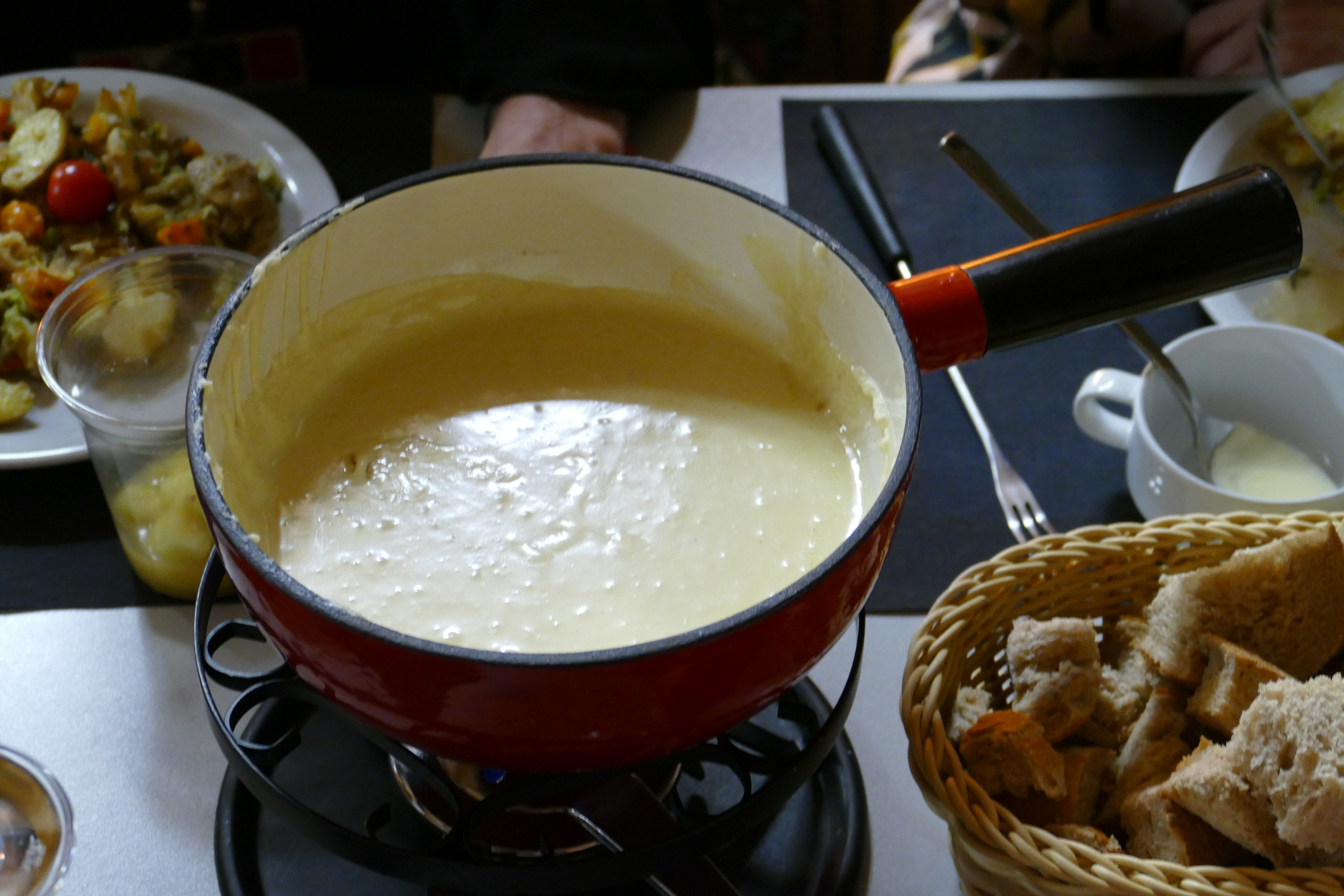
퐁뒤

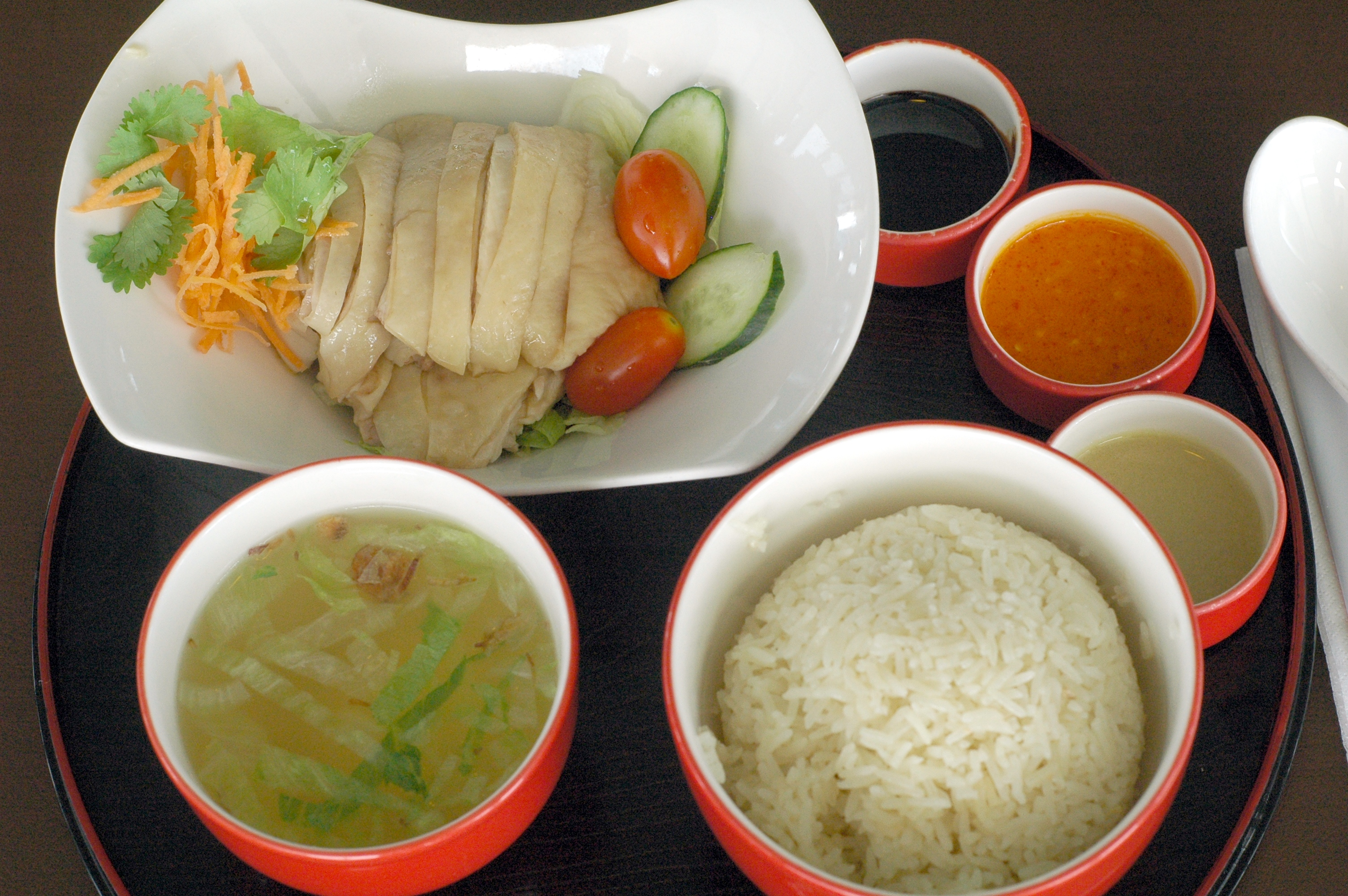
하이나니즈 치킨 라이스

- 사우디아라비아: 캅사, 살리그, 자리시, 마끄슈시
- 산마리노: 토르타 트레 몬티
- 상투메 프린시페: 칼룰루
- 서사하라: 쿠스쿠스
- 세네갈: 체부 전
- 세르비아: 체밥치치, 플레스카비차, 기바니차
- 세이셸: 문어 커리
- 세인트루시아: 그린피그 앤드 솔트피시
- 세인트빈센트 그레나딘: 잭피시
- 세인트키츠 네비스: 솔트피시
- 소말리아: 바리스 이스쿠카리스, 아드 이여 아너, 바스터 이여 힐리브
  - 소말릴란드: 바리스 이스쿠카리스
- 솔로몬 제도: 포이
- 수단: 풀
- 수리남: 폼
- 스리랑카: 코투 로티, 쌀밥과 커리
- 스웨덴: 셰트불레, 크레프트스키바, 수르스트룀밍, 오스트카카
- 스위스: 뢰슈티, 세르벨라, 퐁뒤, 라클레트
- 스페인: 토르티야
  - 갈리시아: 폴부 아 페이라
  - 바스크: 마르미타코
  - 발렌시아: 파에야
  - 카탈루냐: 파 암 토마케트
- 슬로바키아: 브린조베 할루슈키
- 슬로베니아: 슈트루클리, 이드리스키 줄리크로피
- 시리아: 킵베
- 시에라리온: 예베
- 싱가포르: 칠리 크래브, 하이나니즈 치킨 라이스, 호키엔 미

### ㅇ
- 아랍에미리트: 하리스, 샤와르마
- 아르메니아: 하리사

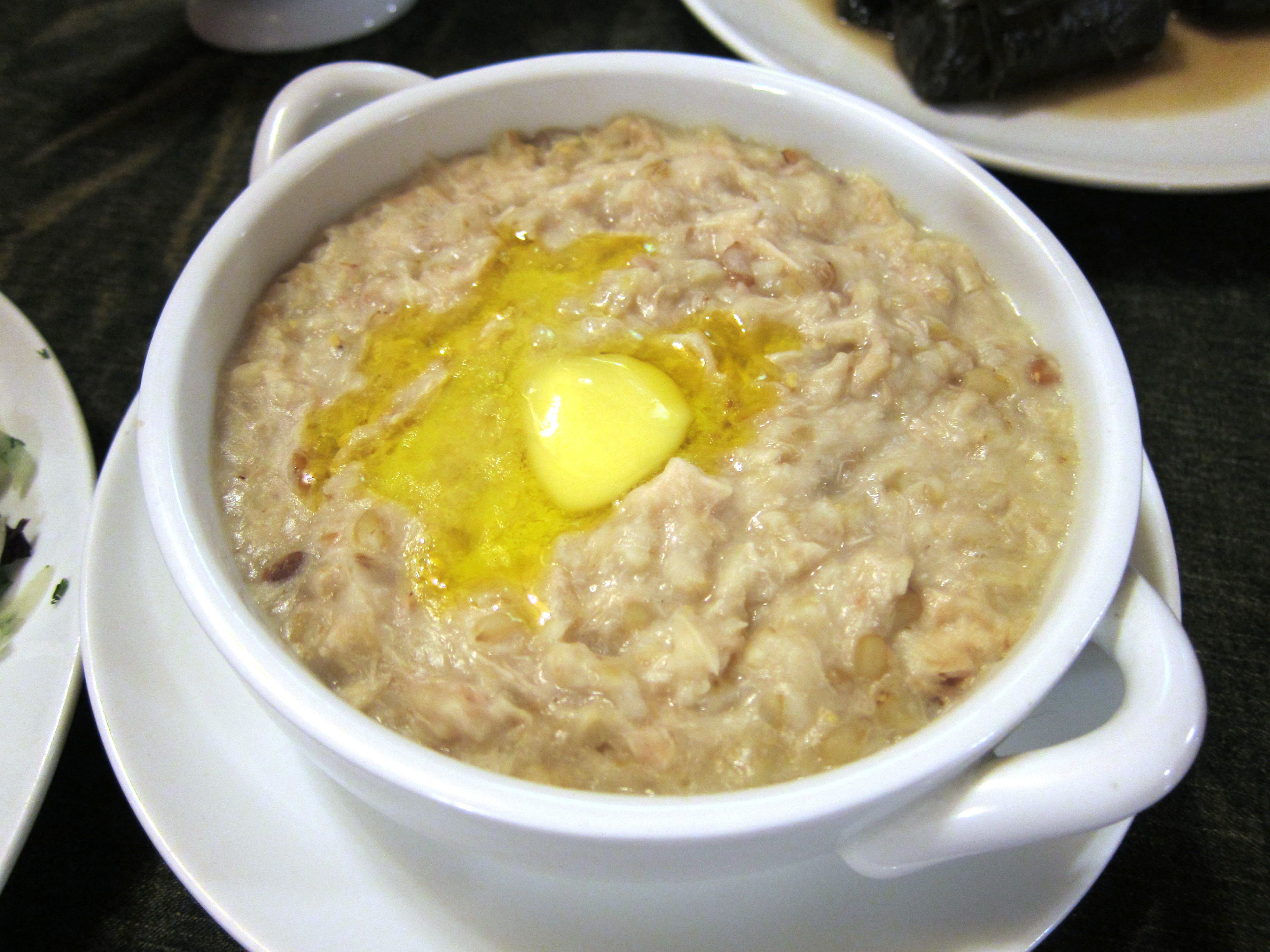
하리사

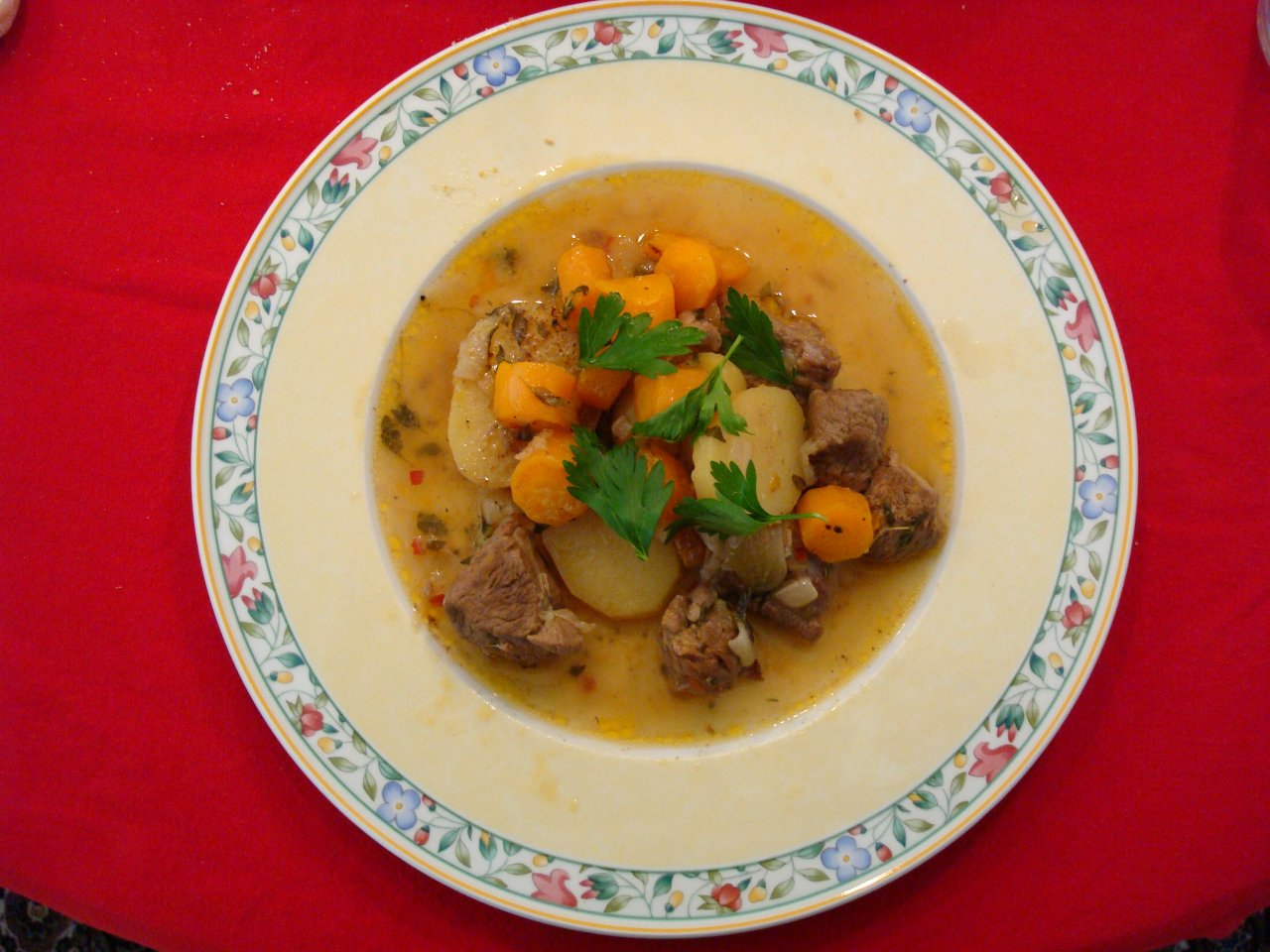
아이리시 스튜

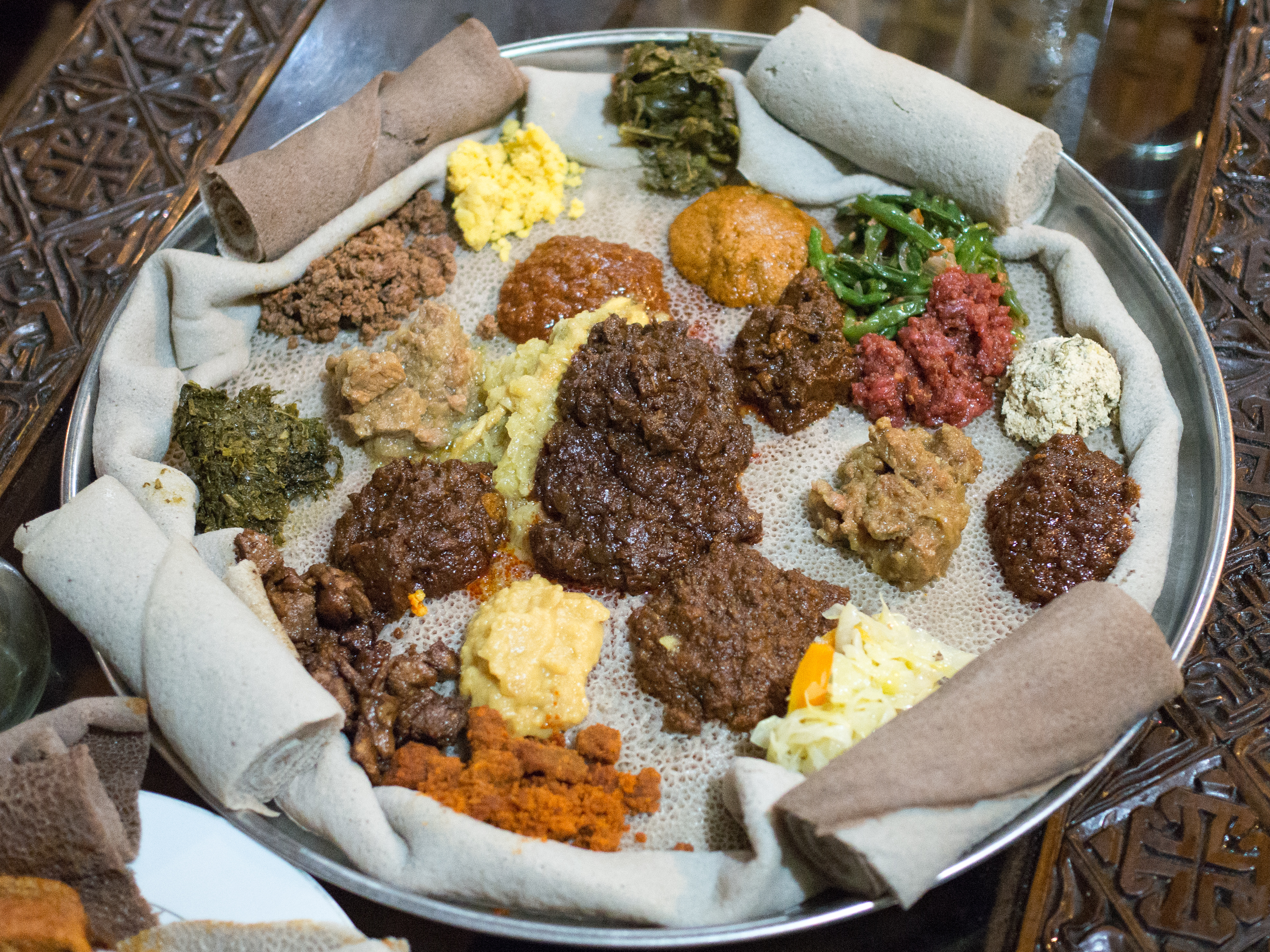
버야이너투

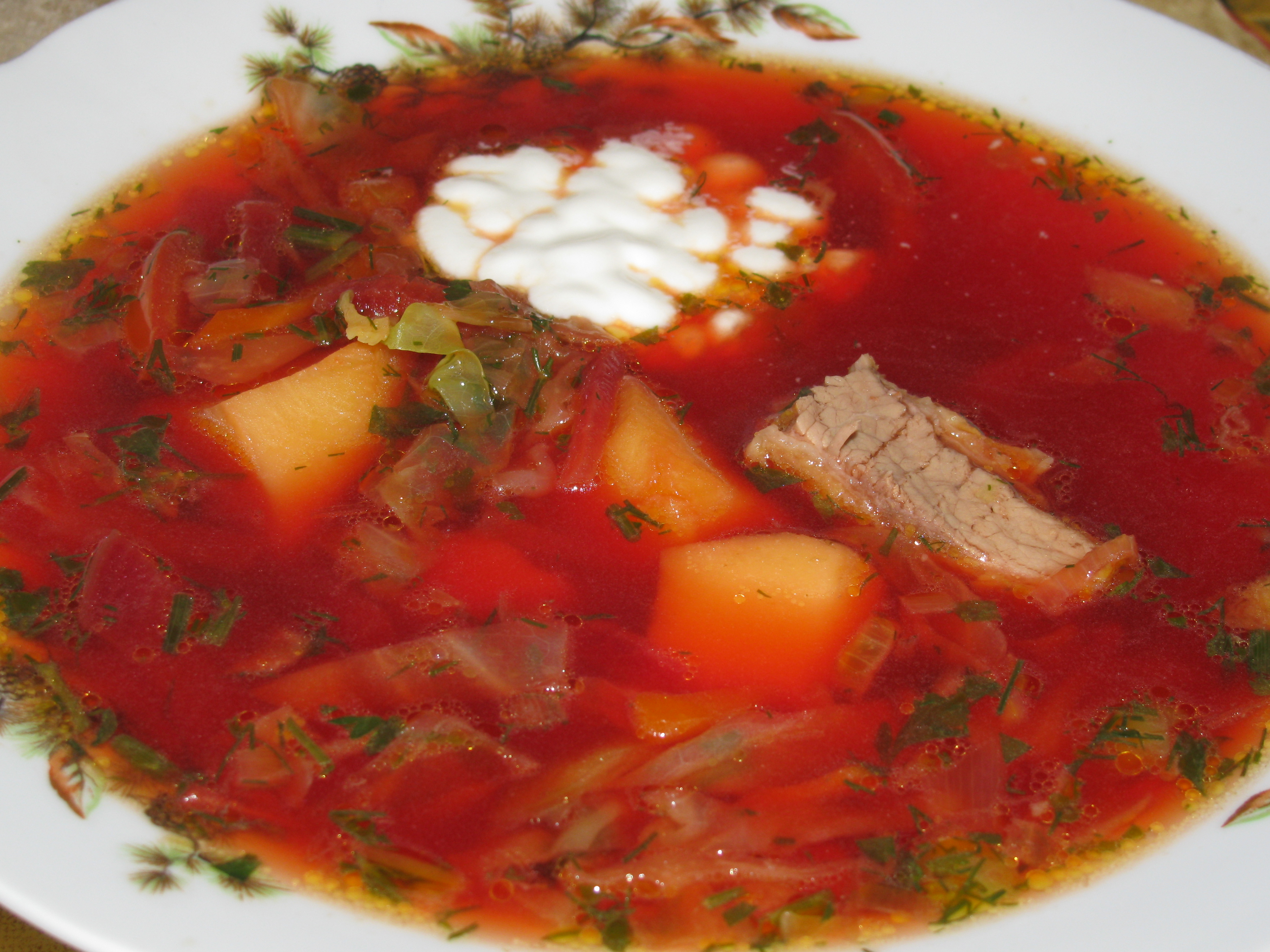
보르슈치

- 아르헨티나: 아사도, 엠파나다, 마탐브레, 로크로
- 아이슬란드: 람바켸트, 하우카르들
- 아이티: 그리요, 디리 아크 종종
- 아일랜드: 아이리시 스튜, 브렉퍼스트 롤
- 아제르바이잔: 플로브, 돌마, 피티
  - 아르차흐: 호로바츠
- 아프가니스탄: 카불리 팔라우
- 안도라: 에스쿠델랴
- 알바니아: 타버 코시, 플리아
- 알제리: 쿠스쿠스
- 압하지야: 아브스타
- 앙골라: 무암바 드 갈리냐
- 앤티가 바부다: 푼지와 페퍼폿
- 에리트레아: 즈그니와 따이타
- 에스와티니: 카루 로스트
- 에스토니아: 베리보르스트
- 에콰도르: 엔세보야도, 과티타, 세비체
- 에티오피아: 도로 워뜨와 은저라, 버야이너투
- 엘살바도르: 푸푸사
- 영국: 선데이 로스트, 피시 앤드 칩스, 치킨 티카 마살라
  - 북아일랜드: 얼스터 프라이
  - 스코틀랜드: 해기스
  - 웨일스: 카울
  - 잉글랜드: 로스트 비프, 요크셔 푸딩
- 예멘: 살타
- 오만: 슈와
- 오스트레일리아: 미트 파이, 로스트 램, 파블로바, 베지마이트와 토스트
- 오스트리아: 비너 슈니첼
- 온두라스: 플라토 티피코
- 요르단: 만사프
- 우간다: 마토케
- 우루과이: 치비토
- 우즈베키스탄: 팔로브
- 우크라이나: 보르슈치, 바레니크
- 이라크: 마스구프, 임탑바그, 구지
- 이란: 첼로 카바브, 아브구슈트, 고르메 사브지
- 이스라엘: 팔라펠, 이스라엘 샐러드, 샤크슈카
- 이집트: 코샤리, 풀 메담메스, 몰로키야, 타아메야
- 이탈리아: 라사녜 알 포르노, 파스타, 피자, 폴렌타
- 인도: 키치리, 비리아니, 탄두리 치킨, 마살라 도사
- 인도네시아: 나시 고렝, 툼픙, 사테, 소토, 른당, 가도가도
  - 서파푸아:
- 일본: 카레라이스, 스시, 라멘, 덴푸라, 와가시

### ㅈ

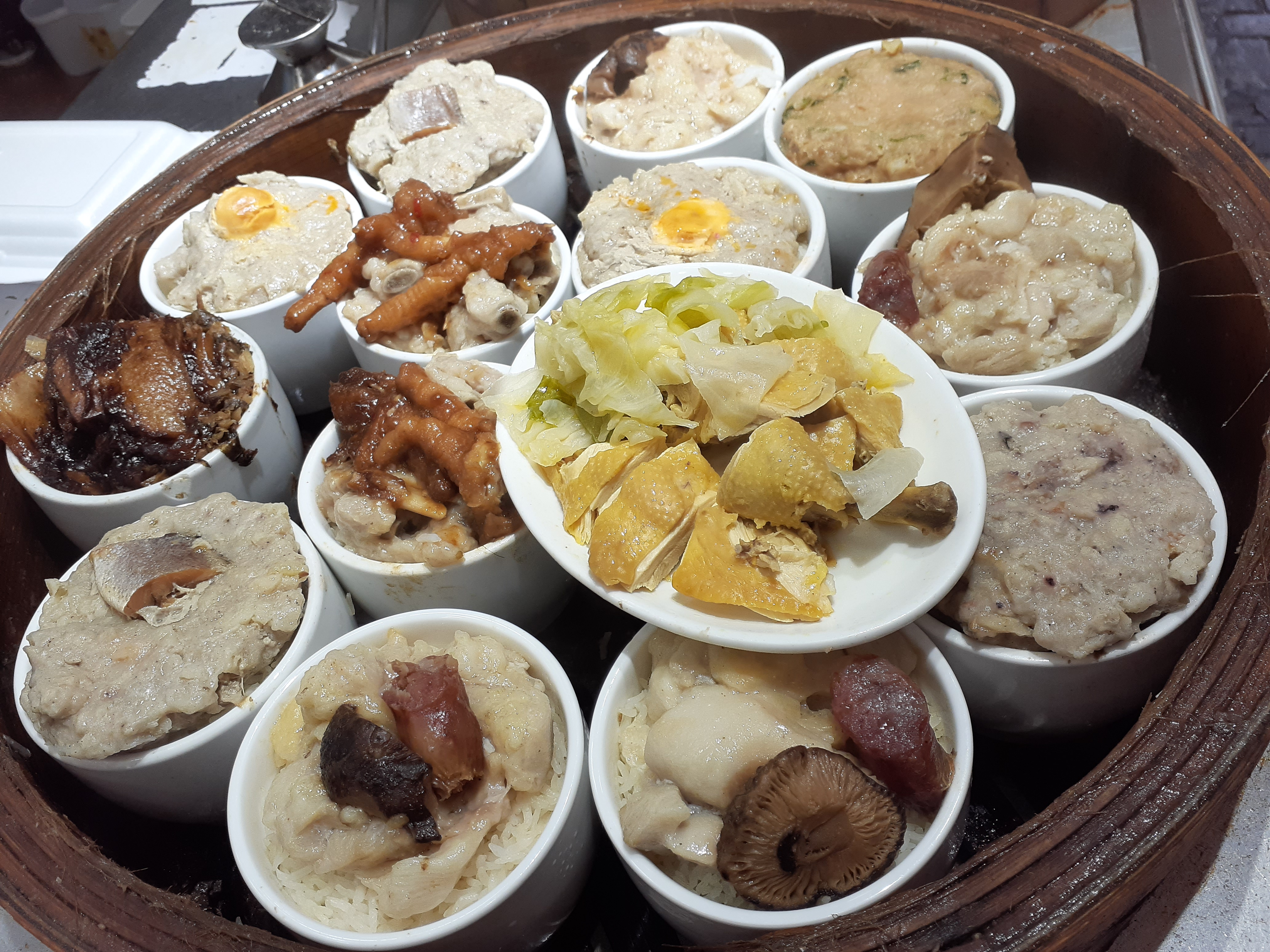
딤섬

- 자메이카: 아키 아 살피시, 저크 치킨
- 잠비아: 은시마
- 적도 기니: 서코태시
- 조지아: 하차푸리
- 중국
  - 중화민국: 뉴러우몐, 루러우판
  - 중화인민공화국: 베이징 카오야, 훠궈, 자오쯔, 탕후루
    - 마카오: 민치
    - 홍콩: 딤섬
- 중앙아프리카 공화국: 풀레 모앙브
- 지부티: 스쿠데카리스
- 짐바브웨: 사자

### ㅊ

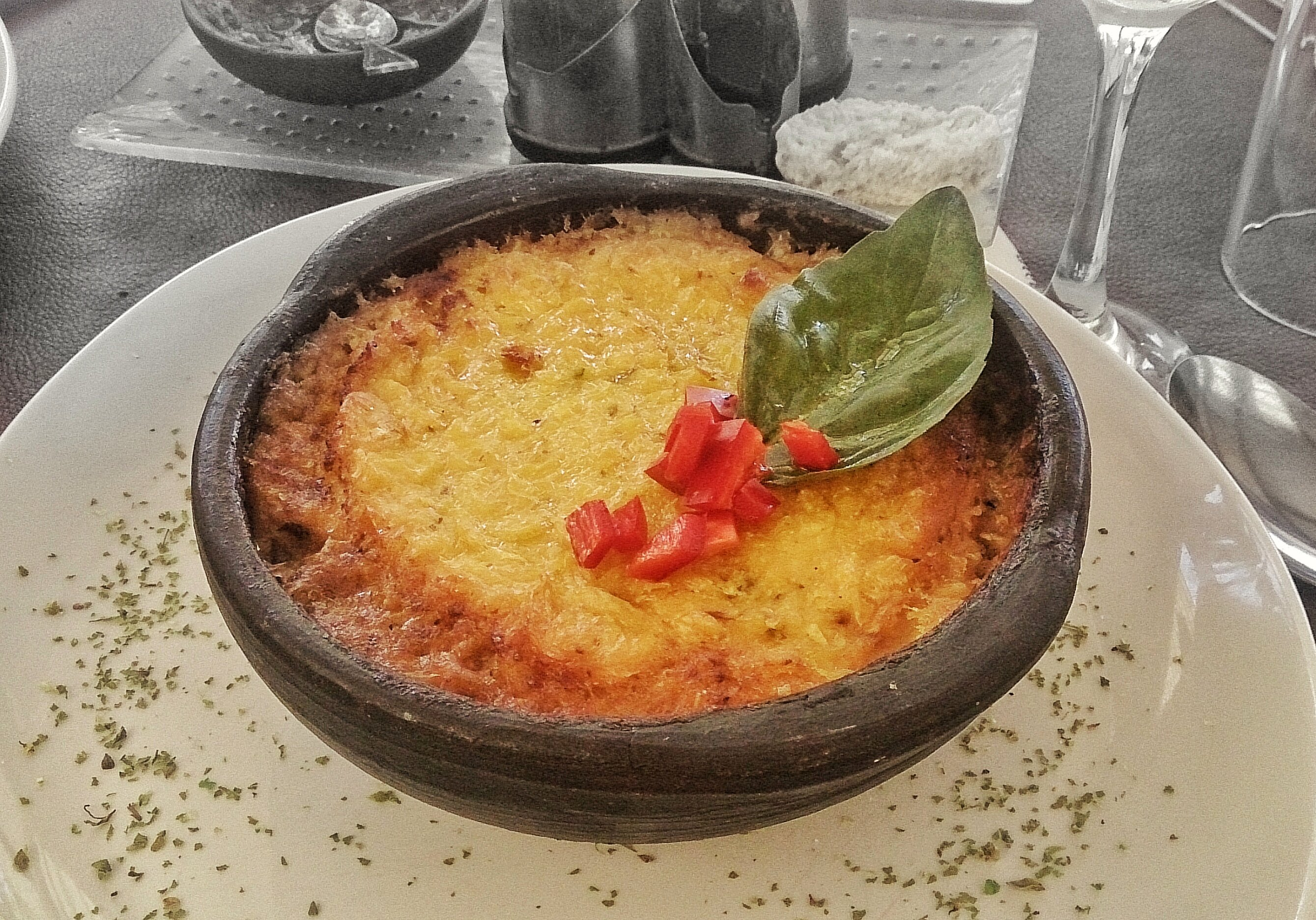
파스텔 데 초클로

- 차드: 수수 불
- 체코: 베프르조 크네들로 젤로
- 칠레: 파스텔 데 초클로, 엠파나다

### ㅋ
- 카메룬: 은돌레
- 카보베르데: 카추파
- 카자흐스탄: 이트
- 카타르: 마츠부스
- 캄보디아: 아목 뜨러이, 삼로 까꼬

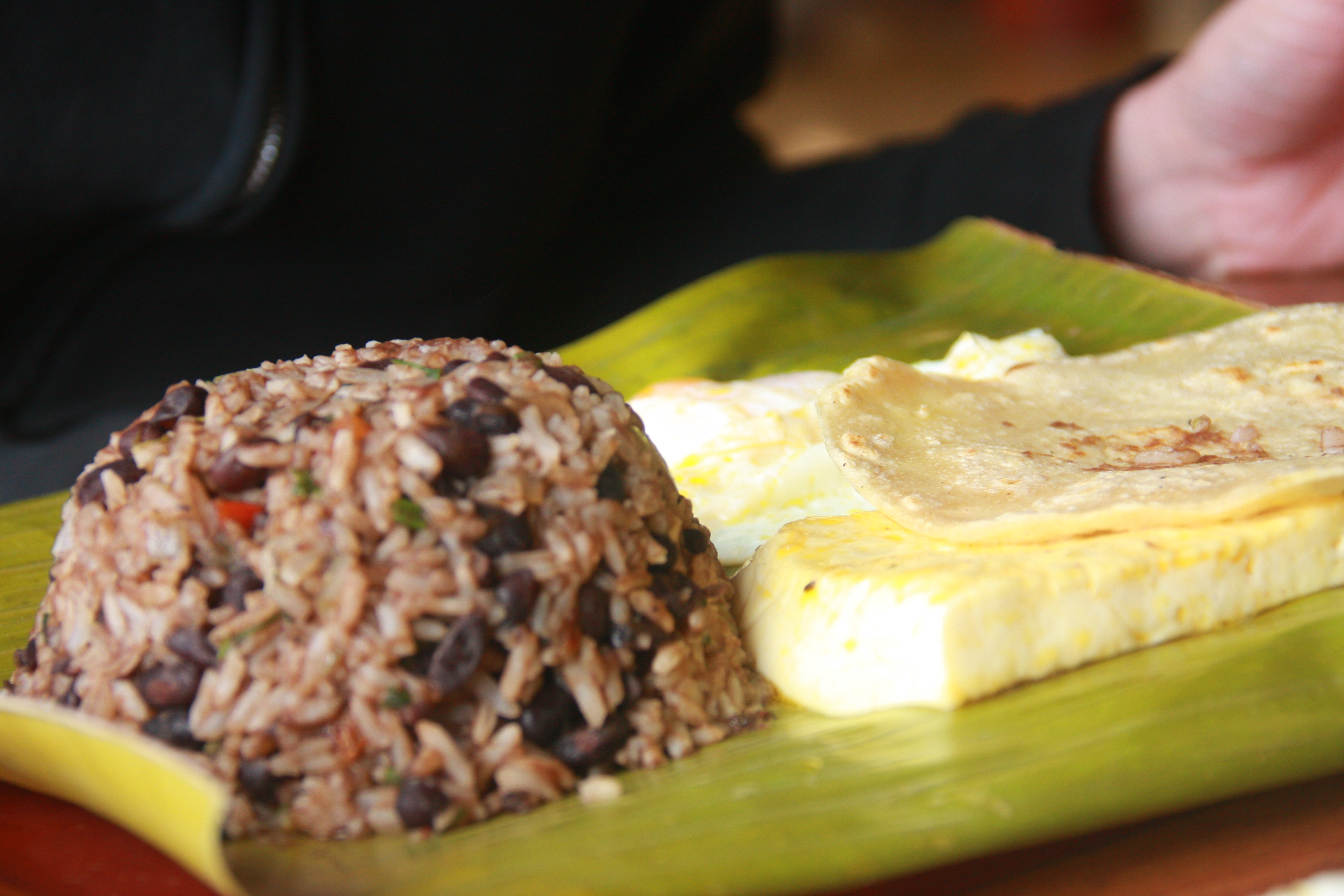
가요 핀토

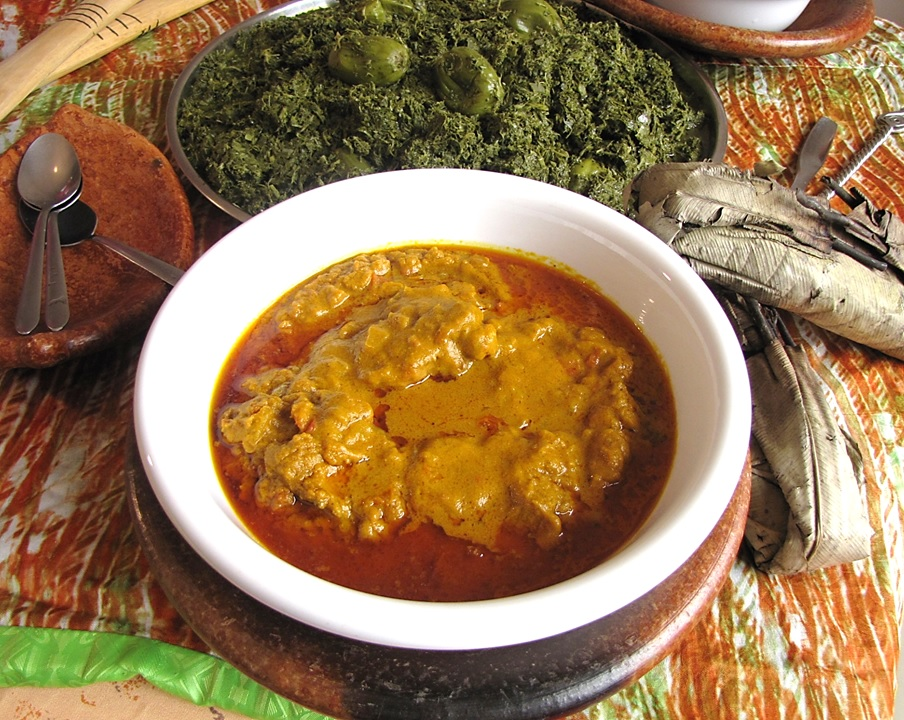
풀레 모앙브

- 캐나다: 푸틴, 크래프트 디너, 너나이모 바, 버터 타르트
- 케냐: 우갈리와 수쿠마 위키, 냐마 초마, 기데리
- 코모로: 랑구스트 아 라 바니유
- 코소보: 플리아
- 코스타리카: 가요 핀토
- 코트디부아르: 알로코, 아체케
- 콜롬비아: 반데하 파이사, 아히아코
- 콩고 공화국: 풀레 모앙브
- 콩고 민주 공화국: 풀레 모앙브
- 쿠바: 로파 비에하
- 쿠웨이트: 마츠부스, 므탑바크
- 쿡 제도: 우무카이
- 크로아티아: 슈트루클리
- 키르기스스탄: 베슈바르마크
- 키리바시: 팔루사미
- 키프로스: 수블라, 클레프티코
  - 북키프로스: 헬림

### ㅌ
- 타지키스탄: 팔라브, 꾸루토브
- 탄자니아: 우갈리
- 태국: 팟 타이, 똠 얌 꿍, 솜 땀
- 토고: 푸푸
- 통가: 오타 이카
- 투르크메니스탄: 팔라우
- 투발루: 팔루사미
- 튀니지: 쿠스쿠스, 브리크

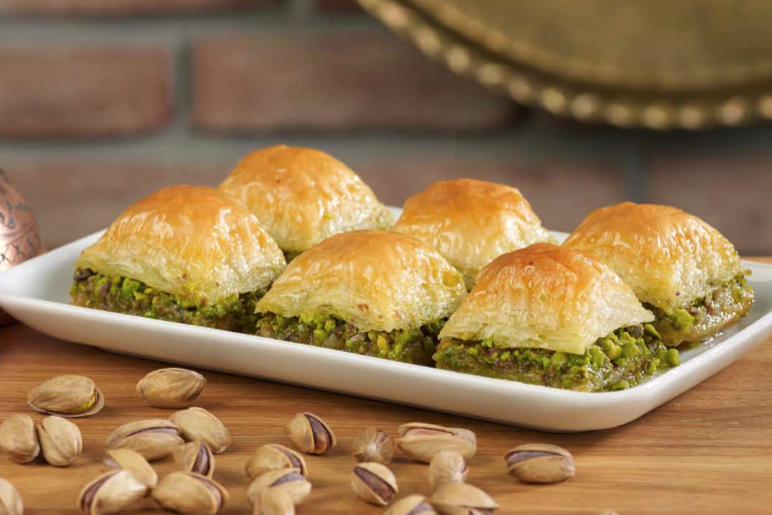
바클라바

- 튀르키예: 되네르, 쿠루 파술리에와 필라브, 케밥, 바클라바, 시미트
- 트리니다드 토바고: 칼랄루, 더블즈, 펠라우
- 티베트: 모모

### ㅍ
- 파나마: 상코초
- 파라과이: 소파 파라과야

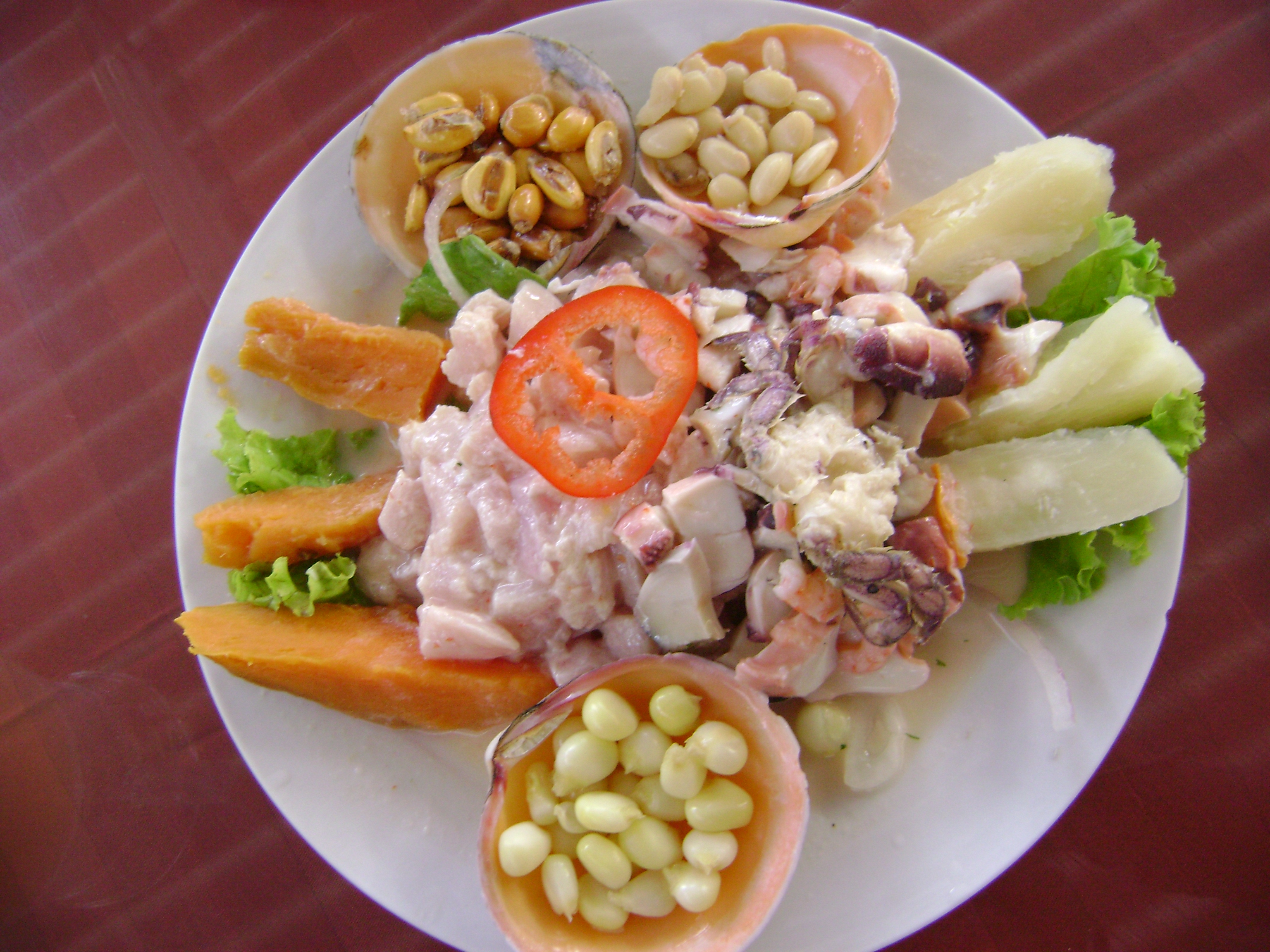
세비체

- 파키스탄: 니하리, 비리아니, 굴랍자문
- 파푸아뉴기니: 무무
- 팔라우: 울코이
- 팔레스타인: 마끌루바, 무삭칸, 팔라필
- 페루: 세비체
- 포르투갈: 바칼랴우, 칼두 베르드, 코지두 아 포르투게자, 파스텔 드 벨렝, 사르디냐 아사다
- 폴란드: 비고스, 피에로기, 코틀레트 스하보비
- 프랑스: 바게트, 뵈프 부르기뇽, 블랑케트 드 보, 스테크 프리트, 크레프, 크렘 카라멜
- 피지: 코코다
- 핀란드: 카리알란파이스티, 루이스레이패
- 필리핀: 아도보, 리촌, 시니강, 시시그, 판싯, 할로할로

### ㅎ

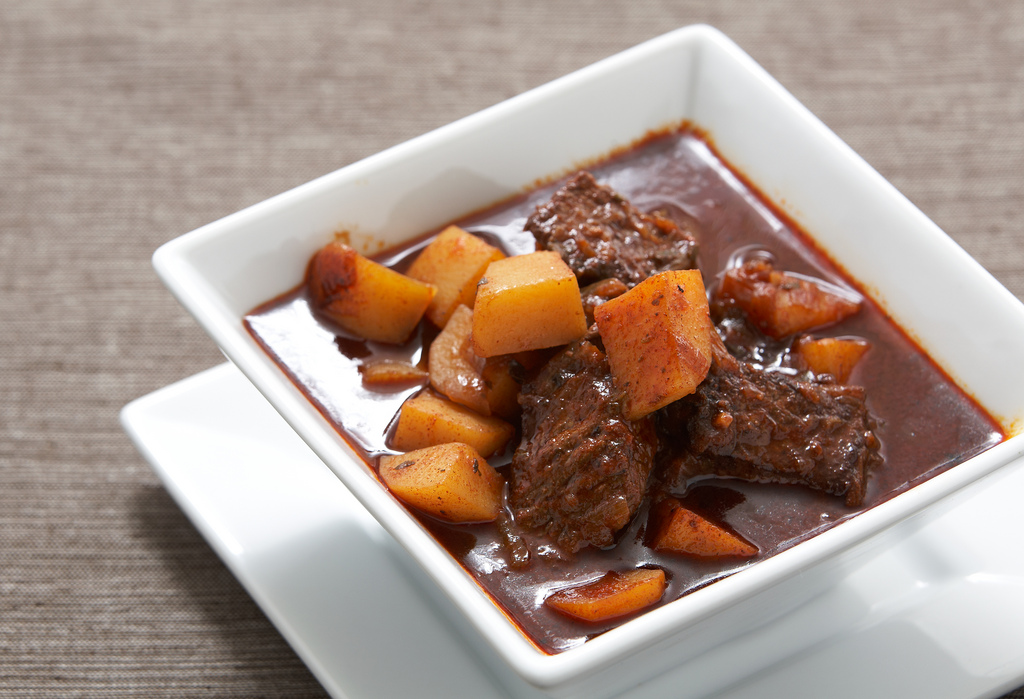
구야시

- 한국: 김치
  - 대한민국: 불고기, 비빔밥, 떡볶이
  - 조선민주주의인민공화국: 랭면
- 헝가리: 구야시

## 같이 보기
- 전통 음식